# Indianapolis 500 in 1979
De 63e Indianapolis 500 werd gereden op zondag 27 mei 1979 op de Indianapolis Motor Speedway. De race stond voor de eerste keer op de Champ Car kalender, het kampioenschap dat jaar opgericht door de Championship Auto Racing Teams of kortweg CART. Het was de vierde race van het Champ Car kampioenschap van 1979. De organisatie van de race zelf bleef in handen van de USAC, die de race bleef organiseren tot 1997. Amerikaans Penske Racing coureur Rick Mears won de race voor de eerste keer in zijn carrière.

## Startgrid
| Rij | Binnen           | Midden            | Buiten             |
| --- | ---------------- | ----------------- | ------------------ |
| 1   | Rick Mears       | Tom Sneva         | Al Unser           |
| 2   | Bobby Unser      | Gordon Johncock   | A.J. Foyt          |
| 3   | Wally Dallenbach | Johnny Rutherford | Johnny Parsons Jr. |
| 4   | Sheldon Kinser   | Lee Kunzman       | Mike Mosley        |
| 5   | Howdy Holmes     | Janet Guthrie     | Tom Bagley         |
| 6   | Salt Walther     | Pancho Carter     | Cliff Hocul        |
| 7   | Jim McElreath    | Dick Simon        | Jerry Sneva        |
| 8   | Vern Schuppan    | Larry Rice        | Larry Dickson      |
| 9   | Roger McCluskey  | Joe Saldana       | Danny Ongais       |
| 10  | Steve Krisiloff  | Phil Threshie     | Tom Bigelow        |
| 11  | Spike Gehlhausen | John Malher       | Eldon Rasmussen    |
| 12  | Bill Vukovich II | George Snider     |                    |

## Race
| #                                                                             | Coureur            | Auto                  | Ronden | Opgave     |
| ----------------------------------------------------------------------------- | ------------------ | --------------------- | ------ | ---------- |
| 1                                                                             | Rick Mears         | Penske-Cosworth       | 200    |            |
| 2                                                                             | A.J. Foyt          | Parnelli-Cosworth     | 200    |            |
| 3                                                                             | Mike Mosley        | Eagle-Cosworth        | 200    |            |
| 4                                                                             | Danny Ongais       | Parnelli-Cosworth     | 199    |            |
| 5                                                                             | Bobby Unser        | Penske-Cosworth       | 199    |            |
| 6                                                                             | Gordon Johncock    | Penske-Cosworth       | 197    |            |
| 7                                                                             | Howdy Holmes (R)   | Wildcat-Offenhauser   | 195    |            |
| 8                                                                             | Bill Vukovich II   | Watson-Offenhauser    | 193    |            |
| 9                                                                             | Tom Bagley         | Penske-Cosworth       | 193    |            |
| 10                                                                            | Spike Gehlhausen   | Wildcat-Cosworth      | 192    |            |
| 11                                                                            | Steve Krisiloff    | Lightning-Cosworth    | 192    |            |
| 12                                                                            | Salt Walther       | Penske-Cosworth       | 191    |            |
| 13                                                                            | Roger McCluskey    | McLaren-Cosworth      | 191    |            |
| 14                                                                            | Tom Bigelow        | Lola-Cosworth         | 190    |            |
| 15                                                                            | Tom Sneva          | McLaren-Cosworth      | 188    | Ongeval    |
| 16                                                                            | Joe Saldana        | Eagle-Cosworth        | 186    |            |
| 17                                                                            | Phil Threshie      | King-Chevrolet        | 172    |            |
| 18                                                                            | Johnny Rutherford  | McLaren-Cosworth      | 168    |            |
| 19                                                                            | Larry Rice         | Lightning-Offenhauser | 142    | Ongeval    |
| 20                                                                            | Pancho Carter      | Lightning-Cosworth    | 129    | Mechanisch |
| 21                                                                            | Vern Schuppan      | Wildcat-DGS           | 111    | Mechanisch |
| 22                                                                            | Al Unser           | Chaparral-Cosworth    | 104    | Mechanisch |
| 23                                                                            | Eldon Rasmussen    | Anteres-Offenhauser   | 89     | Mechanisch |
| 24                                                                            | Larry Dickson      | Penske-Cosworth       | 86     | Mechanisch |
| 25                                                                            | John Mahler        | Eagle-Offenhauser     | 66     | Mechanisch |
| 26                                                                            | Dick Simon         | Vollstedt-Offenhauser | 57     | Mechanisch |
| 27                                                                            | Wally Dallenbach   | Penske-Cosworth       | 43     | Mechanisch |
| 28                                                                            | Sheldon Kinser     | Watson-Offenhauser    | 40     | Mechanisch |
| 29                                                                            | Cliff Hucul        | McLaren-Offenhauser   | 22     | Mechanisch |
| 30                                                                            | Lee Kunzman        | Parnelli-Cosworth     | 18     | Mechanisch |
| 31                                                                            | Jerry Sneva        | Spirit-AMC            | 16     | Mechanisch |
| 32                                                                            | Johnny Parsons Jr. | Lightning-DGS         | 16     | Mechanisch |
| 33                                                                            | George Snider      | Lightning-Offenhauser | 7      | Mechanisch |
| 34                                                                            | Janet Guthrie      | Lola-Cosworth         | 0      | Mechanisch |
| 35                                                                            | Jim McElreath      | Penske-Cosworth       | 0      | Mechanisch |
| Gemiddelde snelheid : 255,723 km/h - Snelste Ronde : Mike Mosley, 310,95 km/h |                    |                       |        |            |
| Aantal neutralisaties : 6 (32 van de 200 ronden in totaal)                    |                    |                       |        |            |